# Igreja e Convento de Nossa Senhora de Jesus do Sítio

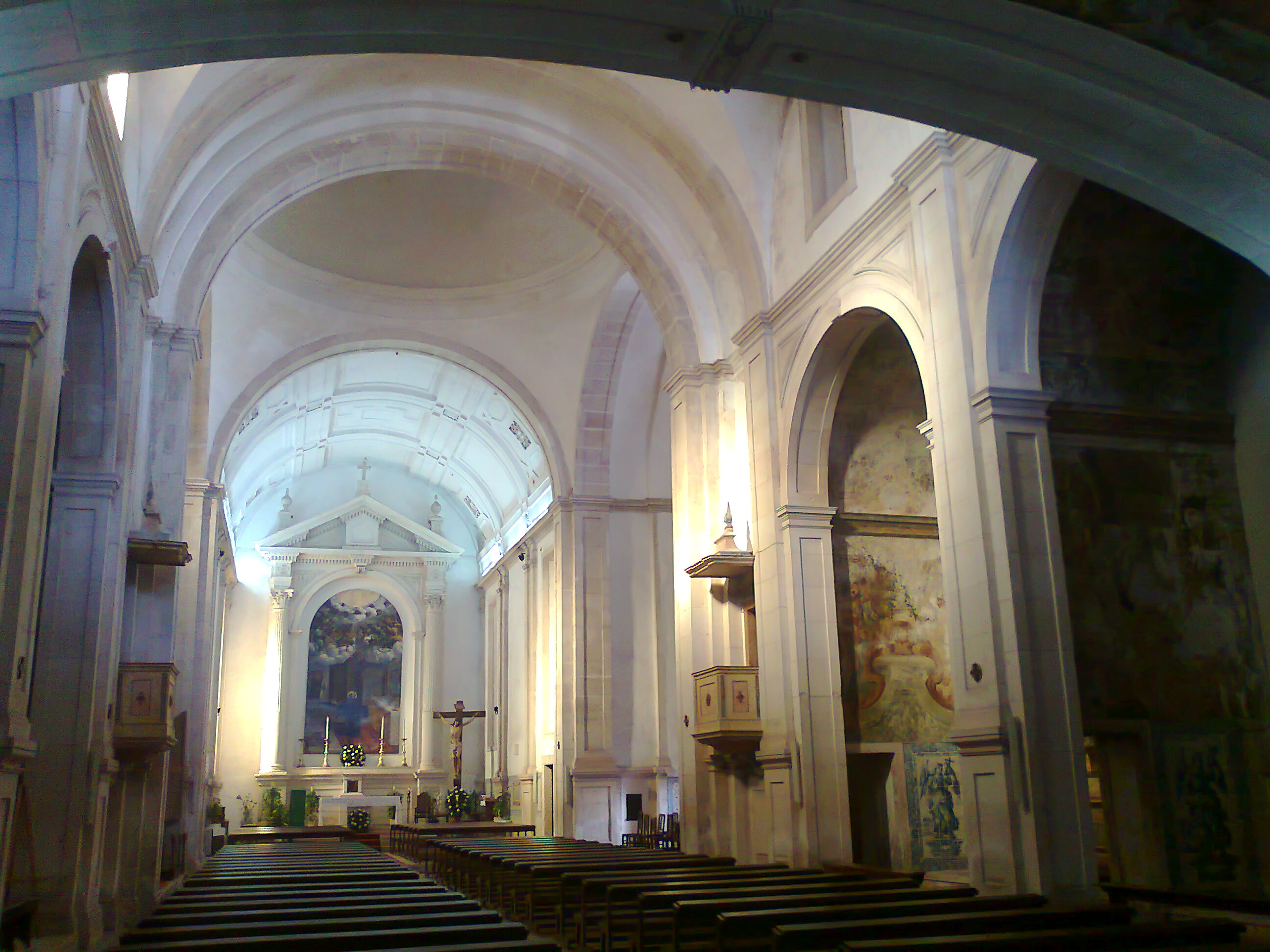
Igreja da Santa Casa da Misericórdia de Santarém

A Igreja e Convento de Nossa Senhora de Jesus do Sítio, igualmente conhecidos como Igreja do Hospital e Igreja e Hospital da Santa Casa da Misericórdia de Santarém, situam-se em Santarém, na zona extra-muros da cidade.
Este convento foi fundado por D. Miguel de Castro, arcebispo de Lisboa, nos finais do século XVII, para albergar os frades da Ordem Terceira de São Francisco, que até então residiam no Convento de Santa Catarina do Vale de Mourol. 
O Convento de Nossa Senhora de Jesus do Sítio é Monumento Nacional desde 1923.

## História
O conjunto conventual foi edificado na zona conhecida na época como Fora de Vila, no local onde anteriormente se situavam o Paço dos Arcebispos e a Ermida de Santa Maria Madalena.
Mais tarde no século XIX, devido à extinção das ordens religiosas, foi aqui instalado o Hospital de João Afonso, antigo hospício que tinha sido mandado fazer séculos antes por João Afonso de Santarém, e que aqui permaneceria até aos anos 80 do século XX.

## Arquitetura
A igreja conventual é um dos melhores exemplos existentes do estilo chão, corrente arquitectónica característica do maneirismo português.
Anexa à igreja, situa-se a Capela da Ordem Terceira de São Francisco, conhecida igualmente como Capela Dourada, que é considerada uma obra-prima do barroco de estilo nacional, encontrando-se completamente revestida por talha dourada.